# Mayersville
Mayersville város az USA Mississippi államában. Lakosainak száma 433 fő (2020. április 1.).

## Népesség
A település népességének változása:
| Lakosok száma | 795  | 547  | 433  |
|               | 2000 | 2010 | 2020 |